# Grażyna Roman-Dobrowolska
Grażyna Roman-Dobrowolska (ur. 1 czerwca 1935 w Hebdowie, zm. 9 czerwca 2022 w Warszawie) – polska rzeźbiarka. 

## Działalność artystyczna
Maturę uzyskała w 1953 roku w Liceum im. Narcyzy Żmichowskiej w Warszawie. Na przełomie lat 1953/1954 uczestniczyła w zajęciach plastycznych w Młodzieżowym Domu Kultury przy ul. Konopnickiej 6 w Warszawie. W latach 1954–1960 studiowała na Wydziale Rzeźby Akademii Sztuk Pięknych w Warszawie, w pracowniach prof. Ludwiki Nitschowej i prof. Franciszka Strynkiewicza, u którego zrobiła dyplom na podstawie pracy „Chrystus Oświęcimski”. Ceniła zajęcia z projektowania brył i płaszczyzn prowadzone przez prof. Oskara Hansena.
Rzeźbiła przede wszystkim w materiałach trwałych - w marmurach, trawertynie, piaskowcu, granicie; a także w drewnie szlachetnym:  dąb i brzost; w ceramice wysoko palonej oraz w tworzywach sztucznych. Jej prace znajdują się w wielu miejskich parkach w Polsce - np. „Popołudnie”, piaskowiec, park w Centrum Rzeźby Polskiej w Orońsku, „Aurora”, trawertyn, 1973, park miejski, w Kielcach, „Sole Invctus II”, marmur Biała Marianna, Park Szwedzki, Szczawno-Zdrój;„Sole Invictus III”, marmur Biała Marianna, tereny sportowe Kołobrzeg". Poza rzeźbą plenerową wykonywała rzeźby sakralne - np.  „Św. Piotr”, dąb i polichromia, kościół Duszpasterstwa Ludzi Morza Centrum Stella Maris w Gdyni, „Madonna", marmur karraryjski, na tle mozaiki według projektu Katarzyny Latałło, Wyższe Seminarium Duchowne w Płocku. Zajmowała się też rzeźbą portretową, medalierstwem, małymi formami „Głuchołazy i Inuksuki”  oraz kolażem. W latach 70. projektowała również tereny zabaw dziecięcych. Prowadziła zespół, który opracował takie tereny w Parku Miejskim „Rusinowa” w Wałbrzychu oraz w Parku w Mielcu. Jej prace znajdują się w muzeach: Muzeum Sztuki Medalierskiej, Wrocław; Muzeum Sztuki Teatralnej, Warszawa; Muzeum Narodowym, Kopenhaga; Muzeum Dantego, Rawenna, Muzeum de Picardie, Amiens, oraz w zbiorach prywatnych w Polsce i za granicą.

## Wystawy
Miała wystawy indywidualne: "„ Kolaże” Grażyny Roman-Dobrowolskiej- Wystawa malarstwa i kolażu", Międzypokoleniowe Centrum Edukacji, ul. Radosna 11, Centrum Kultury Willanów, październik, 2019, „RETROSPEKCJA. 56−lecie pracy artystycznej”, (Dom Artysty Plastyka przy ul. Mazowieckiej 11A, październik 2016) oraz w 2010 w Galerii „Młynek” w Warszawie. Brała udział w wystawach zbiorowych, m.in.:
- Wystawa Poplenerowa, Radziejowice, 2015.
- Wystawa Klubu Seniorów, Dom Artysty Plastyka, Warszawa, 2014.
- II Wystawa Rzeźby, Novotel Garden Gallery, Warszawa, 2012.
- Wystawa Rzeźby Okręgu Warszawskiego, Dom Artysty Plastyka, Warszawa, 2010.
- „Sztuka sakralna” (wraz z Jerzym Skąpskim) Gdynia, Warszawa, 1998.

- „Biennale Dantesca di Ravenna”, 1997,1979, 1973.

- „Świadectwo obecności”, Warszawa, 1986, 1982.
- „Polskie Medale Współczesne”, Praga, Bratysława, Budapeszt, Bukareszt, 1979.
- „Polska sztuka medalierska”, Ermitaż w Leningradzie, Muzeum Puszkina w Moskwie, Muzeum miejskie w Rydze,1978
- „VIII-e i XX-eme, Exposition Internationale de penitures et sculptures d’Amiens”,1976, 1978.
- „W kręgu polskiej rzeźby współczesnej” Koszalin, 1978.
- „XXIX –e Salon de la Jeune Sculpture”, w salonach i ogrodach UNESCO, Paryż,1977
- „FIDEM XVII”, Budapeszt, 1977.
- „FIDEM XV”, Helsinki, 1973.
- „50-lat Medalierstwa Polskiego”, Hôtel des Monnaies(inne języki), Paryż, 1971.
- „Międzynarodowa wystawa medali”, Arezzo, 1970.
- „Salon Européen 68”, Nancy, 1968.

## Działalność społeczna
Od roku 1960 była członkiem Związku Polskich Artystów Plastyków (ZPAP), pełniącym wiele różnych funkcji w Oddziale Warszawskim (m.in. Przewodnicząca Komisji Rewizyjnej, Przewodnicząca Sądu Koleżeńskiego) i w Zarządzie Głównym (m.in. Wiceprezes ds. Legislacji, Skarbnik, Sekretarz Sekcji Rzeźby oraz wielu komisji problemowych). W latach 1965–1973 była pełnomocnikiem Zarządu Głównego ZPAP ds. organizacji Centrum Rzeźby Polskiej w Orońsku. W latach 1985–1987 w ramach podziemnej działalności ZPAP (zawieszonego od końca roku 1981, a zlikwidowanego w latach 1983–1989) prowadziła „Galerię Saska Kępa”  w Warszawie przy ul. Walecznych 28.

## Życie prywatne
Córka Jana Ślepowron-Romana (ur. 1902 w Grzebsku, zm. 1974 w Warszawie), do wybuchu II wojny światowej współwłaściciela firmy transportowej "Viator", więźnia nr. 5120 KL Auschwitz (aresztowany 20 września, uwolniony 13 listopada 1940), a po roku 1950 architekta, oraz Elżbiety Roman z domu Jelita-Skąpskiej (ur. 1905 w Łososinie Dolnej, zm. 1993 w Warszawie), nauczycielki historii tańca Ogólnokształcącej Szkoły Baletowej im. Romana Turczynowicza w Warszawie. 
Brat Marek Franciszek Roman (ur. 4 października 1931 Wielki Łęck, zm. 20 września 2003 Warszawa), był profesorem nauk technicznych, specjalistą w dziedzinie zaopatrzenia w wodę, dziekanem Politechniki Warszawskiej, prorektorem, a w latach 1988–1990 rektorem PW, a także prezesem Polskiego Zrzeszenia Inżynierów i Techników Sanitarnych.
Od 1956 do 1960 żona Krzysztofa Dobrowolskiego (ur. 7 października 1932 w Warszawie, zm. 5 września 2016 tamże), który uzyskał dyplom na Wydziale Malarstwa Akademii Sztuk Pięknych w Warszawie w 1959. Był on przez wiele lat naczelnym grafikiem Wydawnictw Naukowo Technicznych w Warszawie, a także naczelnym grafikiem Wydawnictw Harcerskich „Horyzonty”, Państwowego Zakładu Wydawnictw Lekarskich oraz wydawnictwa „Wiedza Powszechna”.
Syn Jan Czesław Dobrowolski (ur. 1959 w Warszawie), jest profesorem nauk chemicznych.

## Rzeźby

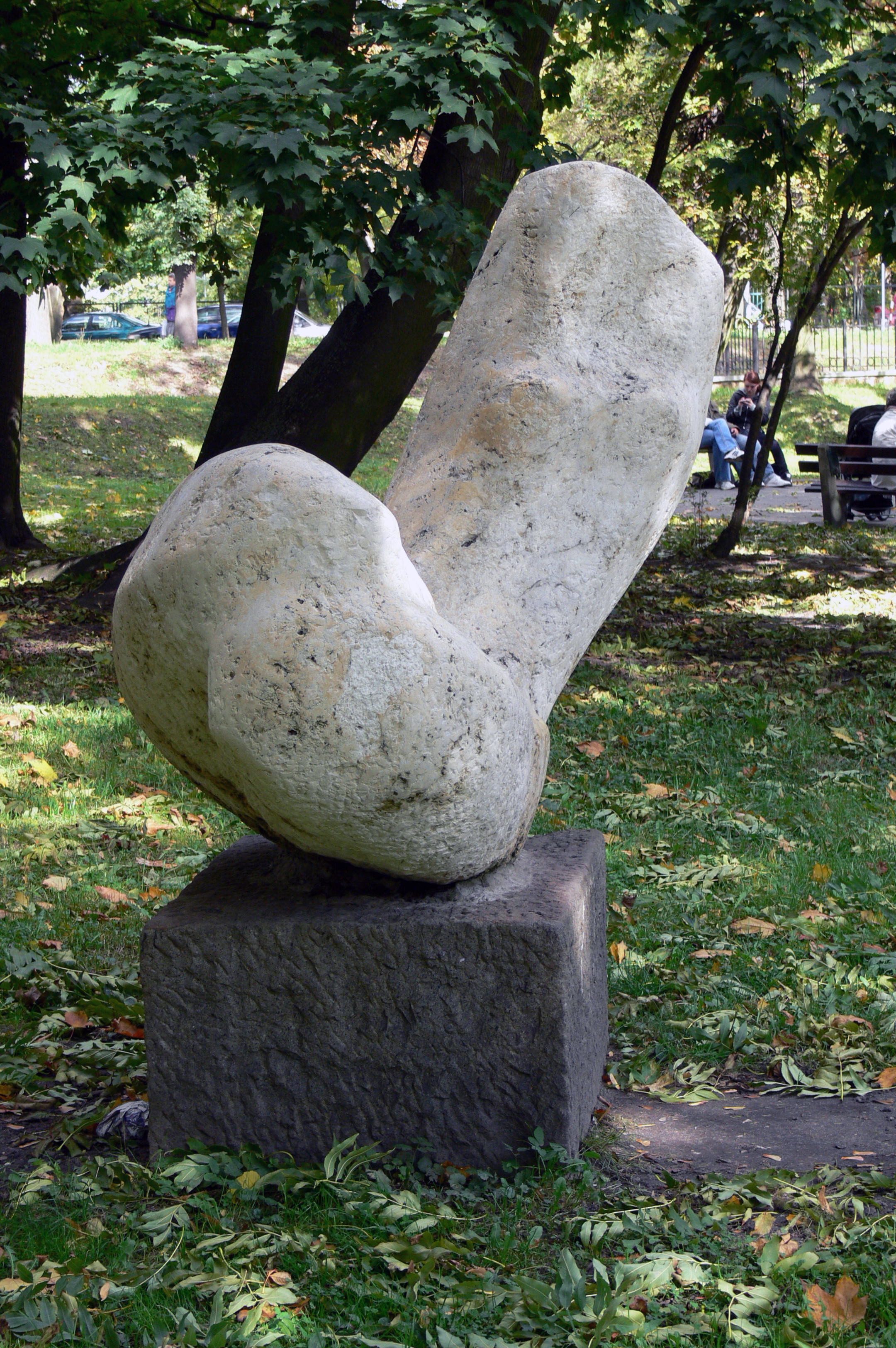
"Trawertyn", 1973 r., park miejski, w Kielcach
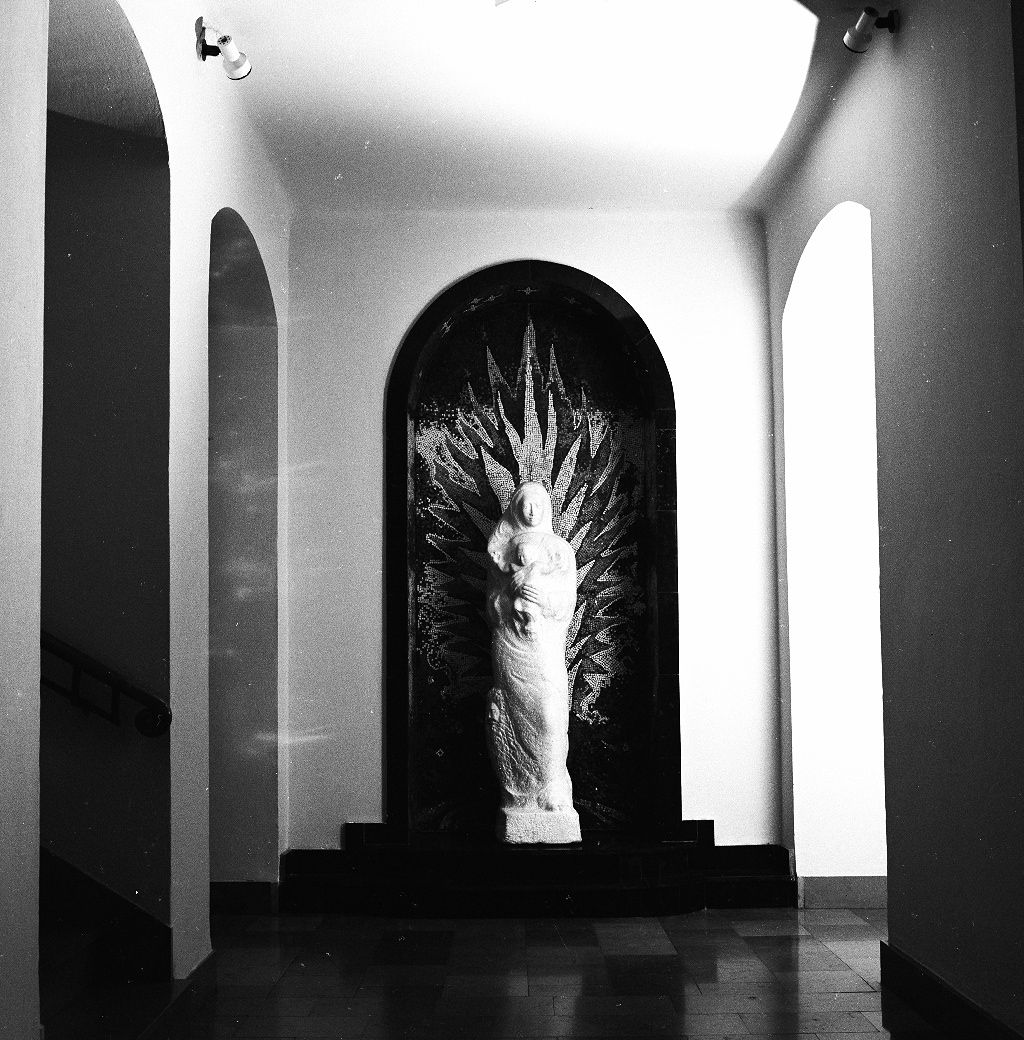
Madonna", marmur karraryjski, 1987 r.